# Герои Социалистического Труда Львовской области
В настоящий список включены:

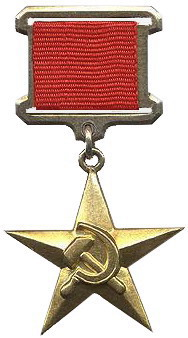
Золотая медаль «Серп и Молот»

- Герои Социалистического Труда, на момент присвоения звания проживавшие на территории Львовской области Украины, — 95 человек, в их числе 8 человек (выделенных знаком *) из Дрогобычской области, которая вошла в состав Львовской в 1959 году;
- уроженцы Львовской области, удостоенные звания Героя Социалистического Труда в других регионах СССР, — 12 человек;
- Герои Социалистического Труда, прибывшие в Львовскую область на постоянное проживание из других регионов, — 1 человек;

Вторая и третья части списка могут быть неполными из-за отсутствия данных о месте рождения и месте смерти ряда Героев.
В таблицах отображены фамилия, имя и отчество Героев, должность и место работы на момент присвоения звания, дата Указа Президиума Верховного Совета СССР, отрасль народного хозяйства, место рождения, а также ссылка на биографическую статью на сайте «Герои страны». Формат таблиц предусматривает возможность сортировки по указанным параметрам путём нажатия на стрелку в нужной графе.

## История
Первое присвоение звания Героя Социалистического Труда в Львовской области произошло 24 июня 1949 года, когда Указом Президиума Верховного Совета СССР за получение высокой продуктивности животноводства в 1948 году была награждена Ф. М. Безуглая.
Большинство Героев Социалистического Труда в Львовской области приходится на сельское хозяйство — 49 человек. Остальные Герои работали в сфере угольной промышленности и строительства — по 5, радиопромышленности, электронной промышленности, транспорта — по 4, машиностроения, газовой, лёгкой промышленности — по 3, приборостроения, государственного управления — по 2, химической, нефтехимической, лесной, пищевой, медицинской промышленности, промышленности стройматериалов, мелиорации, геологии, науки, культуры, образования, здравоохранения — по 1.

## Лица, удостоенные звания Героя Социалистического Труда в Львовской области
| №  | Фамилия, имя, отчество         | Даты жизни              | Деятельность | Дата присвоения | Отрасль            | Место рождения             | ГС        |
| -- | ------------------------------ | ----------------------- | --- | --------------- | ------------------ | -------------------------- | --------- |
| 1  | Акимов Анатолий Андреевич      | 17.04.1930 — 04.10.2012 | Горнорабочий очистного забоя шахты № 8 «Великомостовская-Комсомольская» комбината «Укрзападуголь» Министерства угольной промышленности Украинской ССР, Львовская область                                              | 30.03.1971      | углепром           | *Хабаровский край          | [ ГС 1 ]  |
| 2  | Байда Владимир Антонович       | 11.07.1927 — 15.11.1999 | Бригадир проходчиков строительного управления № 2 комбината «Укрзападшахтострой» Министерства строительства предприятий угольной промышленности Украинской ССР, Львовская область                                     | 26.04.1957      | строительство      | *Польша                    | [ ГС 2 ]  |
| 3  | Барабащук Николай Григорьевич  | 1926 — ????             | Старший оператор производственного объединения «Дрогобычнефтепереработка» Министерства нефтеперерабатывающей и нефтехимической промышленности СССР, Львовская область                                                 | 20.04.1971      | нефтехимпром       | *Житомирская область       |           |
| 4  | Барбадын Анна Ивановна         | 1923 — ????             | Доярка племенного завода опытного хозяйства «Оброшино» Научно-исследовательского института земледелия и животноводства западных районов Украинской ССР, Львовская область                                             | 22.03.1966      | сельхоз            | *Польша                    | [ ГС 3 ]  |
| 5  | Баштык Ульяна Даниловна        | 1899 — 11.1969          | Звеньевая колхоза имени Сталина Сокальского района Львовской области | 06.08.1949      | сельхоз            | Сокальский район           | [ ГС 4 ]  |
| 6  | Безуглая Федора Максимовна     | 1908—1967               | Свинарка колхоза имени Хрущёва Ивано-Франковского района Львовской области | 24.06.1949      | сельхоз            | *Черкасская область        | [ ГС 5 ]  |
| 7  | Бишко Дмитрий Юрьевич          | род. 1936               | Машинист экскаватора передвижной механизированной колонны № 71 треста «Западводстрой» Министерства мелиорации и водного хозяйства Украинской ССР, Львовская область                                                   | 13.08.1986      | мелиоводхоз        | *Польша                    |           |
| 8  | Богданович Григорий Иосифович  | 27.08.1914 — 19.01.2003 | Начальник Львовской железной дороги | 04.05.1971      | транспорт          | *Крым                      | [ ГС 6 ]  |
| 9  | Бойко Николай Трифонович       | 11.09.1935 — 2001       | Председатель колхоза «Прогресс» Радеховского района Львовской области | 07.07.1986      | сельхоз            | *Волынская область         |           |
| 10 | Борсук Владимир Моисеевич      | 06.01.1924 — ????       | Бригадир проходчиков Великомостовского строительного управления комбината «Укрзападшахтострой» Министерства строительства предприятий угольной промышленности Украинской ССР, Львовская область                       | 26.04.1957      | строительство      | *Волынская область         |           |
| 11 | Брановский Роман Петрович      | 09.01.1922 — 16.03.1998 | Бригадир колхоза «Дружба» Радеховского района Львовской области | 23.06.1966      | сельхоз            | *Польша                    |           |
| 12 | Братчин Иван Петрович          | 02.02.1907 — 28.11.1992 | Начальник станции Клепаров Львовской железной дороги, Львовская область | 01.08.1959      | транспорт          | *Белгородская область      | [ ГС 7 ]  |
| 13 | Бризицкий Дмитрий Михайлович   | 28.09.1934 — 13.07.2000 | Председатель колхоза имени XX съезда КПСС Городокского района Львовской области | 24.12.1976      | сельхоз            | *Польша                    | [ ГС 8 ]  |
| 14 | Бурак Юлия Васильевна          | 1921 — ????             | Мастер отдела технического контроля Львовского производственного объединения «Электрон» Министерства электронной промышленности СССР                                                                                  | 26.04.1971      | электронпром       | Львов                      | [ ГС 9 ]  |
| 15 | Бураков Александр Пантелеевич  | род. 27.05.1930         | Мастер Львовского завода имени В. И. Ленина Министерства радиопромышленности СССР | 26.04.1971      | радиопром          | *Кемеровская область       | [ ГС 10 ] |
| 16 | Бучинский Владимир Степанович  | род. 22.08.1935         | Мастер вагонного депо Клепаров Львовской железной дороги, гор. Львов | 04.08.1966      | транспорт          | *Тернопольская область     |           |
| 17 | Вахула Михаил Георгиевич       | 18.11.1931 — 25.12.2019 | Токарь Львовского завода автопогрузчиков Министерства автомобильной промышленности СССР | 22.08.1966      | машиностроение     | Жолковский район           | [ ГС 11 ] |
| 18 | Вереницын Николай Петрович     | 17.11.1924 — ????       | Фрезеровщик завода «Теплоконтроль» Министерства приборостроения, средств автоматизации и систем управления СССР, гор. Львов                                                                                           | 02.07.1966      | приборостроение    | *Волгоградская область     | [ ГС 12 ] |
| 19 | Веселовская Мирослава Ивановна | род. 1937               | Колхозница колхоза имени Мичурина Бусского района Львовской области | 08.12.1973      | сельхоз            | Бусский район              |           |
| 20 | Вовк Любовь Йосифовна          | 28.07.1933 — 24.07.2018 | Бригадир фасовщиков Львовского химико-фармацевтического завода Министерства медицинской промышленности СССР | 26.05.1977      | медпром            | *Тернопольская область     | [ ГС 13 ] |
| 21 | Вороненко Михаил Степанович    | 27.02.1927 — 09.06.2004 | Генеральный директор Львовского производственного объединения имени 50-летия Великой Октябрьской социалистической революции Министерства промышленности средств связи СССР                                            | 08.08.1985      | радиопром          | *Черниговская область      | [ ГС 14 ] |
| 22 | Гаврылив Мелания Васильевна    | род. 1920               | *Звеньевая колхоза «Зоря комунизму» Сколевского района Дрогобычской области | 26.02.1958      | сельхоз            | Стрыйский район            |           |
| 23 | Галушка Ксения Андреевна       | 1894 — ????             | Звеньевая колхоза имени Шевченко Городокского района Львовской области | 26.02.1958      | сельхоз            | Городокский район          | [ ГС 15 ] |
| 24 | Гапон Степан Григорьевич       | род. 01.09.1929         | Бригадир проходчиков шахтостроительного управления № 4 треста «Укрособуглемонтаж», гор. Червоноград Львовской области                                                                                                 | 11.08.1966      | строительство      | Сокальский район           |           |
| 25 | Гарбич Бронислав Франкович     | род. 22.11.1930         | Бригадир колхоза имени газеты «Правда» Дрогобычского района Львовской области | 23.06.1966      | сельхоз            | Дрогобычский район         |           |
| 26 | Глазунов Александр Петрович    | 27.07.1921 — 02.09.1986 | Первый секретарь Бродовского районного комитета КПУ Львовской области | 22.12.1977      | госуправление      | *Запорожская область       | [ ГС 16 ] |
| 27 | Грибун Владимир Мефодьевич     | 01.01.1932 — 12.2016    | Бригадир горнорабочих очистного забоя шахты имени Ленинского комсомола производственного объединения «Укрзападуголь» Министерства угольной промышленности Украинской ССР, Львовская область                           | 02.03.1981      | углепром           | *Волынская область         | [ ГС 17 ] |
| 28 | Григоращенко Анатолий Лукич    | 28.12.1930 — 22.09.1999 | Машинист бумагоделательной машины Жидачовского картонно-бумажного комбината им 50-летия Великой Октябрьской социалистической революции Министерства целлюлозно-бумажной промышленности СССР, Львовская область        | 20.04.1971      | леспром            | *Одесская область          |           |
| 29 | Гупало Василий Павлович        | 07.11.1922 — ????       | Директор совхоза «Глинянский» Золочевского района Львовской области | 23.06.1966      | сельхоз            | Золочевский район          | [ ГС 18 ] |
| 30 | Гургаль Владимир Иосифович     | род. 03.11.1924         | Токарь Львовского машиностроительного завода Львовского совнархоза | 28.05.1960      | машиностроение     | Львов                      | [ ГС 19 ] |
| 31 | Даниленко Михаил Васильевич    | 10.08.1918 — 17.11.2002 | Ректор Львовского государственного медицинского института, член-корреспондент Академии медицинских наук СССР | 09.08.1978      | наука              | *Оренбургская область      | [ ГС 20 ] |
| 32 | Дема Дмитрий Алексеевич        | 1893 — ????             | Старший конюх колхоза имени Ленина Ново-Милятинского района Львовской области | 05.11.1951      | сельхоз            | Бусский район              | [ ГС 21 ] |
| 33 | Дорощак Анна Степановна        | род. 14.08.1930         | Мастер машинного доения совхоза «Винниковский» Пустомытовского района Львовской области | 06.03.1981      | сельхоз            | *Польша                    | [ ГС 22 ] |
| 34 | Евдокимов Николай Иосифович    | 12.01.1926 — 25.07.2002 | Бригадир колхоза «Серп и Молот» Золочевского района Львовской области | 08.04.1971      | сельхоз            | *Красноярский край         | [ ГС 23 ] |
| 35 | Жемела Григорий Михайлович     | род. 27.02.1938         | Бригадир колхоза «Прогресс» Нестеровского района Львовской области | 24.12.1976      | сельхоз            | Жолковский район           |           |
| 36 | Заяц Мария Васильевна          | 1912 — 13.01.2008       | *Звеньевая колхоза имени Сталина Самборского района Дрогобычской области | 26.02.1958      | сельхоз            | *Польша                    |           |
| 37 | Звисло Михаил Васильевич       | 1910 — 14.01.1969       | Дубильщик Львовского производственного кожевенного объединения «Рассвет» Министерства лёгкой промышленности Украинской ССР                                                                                            | 09.06.1966      | легпром            | Львов                      | [ ГС 24 ] |
| 38 | Игнатенко Евгения Васильевна   | 08.03.1913 — 17.07.1991 | Бригадир слесарей-сборщиков Львовского приборостроительного завода Львовского совнархоза | 07.03.1960      | приборостроение    | *Ставропольский край       | [ ГС 25 ] |
| 39 | Кадельчук Иван Капитонович     | 26.07.1923 — 06.12.1993 | Председатель колхоза «Нове життя» Городокского района Львовской области | 22.03.1966      | сельхоз            | *Житомирская область       | [ ГС 26 ] |
| 40 | Кашуба Анна Степановна         | 18.10.1937 — 11.02.2013 | Доярка колхоза «Украина» Каменско-Бугского района Львовской области | 08.04.1971      | сельхоз            | Каменка-Бугский район      | [ ГС 27 ] |
| 41 | Кириллов Николай Харлампович   | 1932 — ????             | Бригадир проходчиков горных выработок шахты № 2 «Великомостовская» треста «Червоноградуголь» комбината «Укрзападуголь» Министерства угольной промышленности Украинской ССР, Львовская область                         | 29.06.1966      | углепром           | *Донецкая область          | [ ГС 28 ] |
| 42 | Клюк Анна Ильинична            | 1906 — ????             | Доярка колхоза имени Ленина Винниковского района Львовской области | 26.02.1958      | сельхоз            | *Польша                    | [ ГС 29 ] |
| 43 | Ковалышин Александр Петрович   | род. 14.04.1928         | Тракторист-комбайнёр колхоза имени Ленина Радеховского района Львовской области | 22.12.1977      | сельхоз            | *Польша                    |           |
| 44 | Кочевых Иван Павлович          | 12.08.1927 — 23.06.2003 | Генеральный директор Львовского производственного объединения имени В. И. Ленина Министерства радиопромышленности СССР                                                                                                | 29.03.1976      | радиопром          | *Орловская область         | [ ГС 30 ] |
| 45 | Красневич Мария Ивановна       | 20.02.1932 — 24.04.2019 | *Звеньевая колхоза имени Жданова Рудковского района Дрогобычской области | 27.07.1954      | сельхоз            | *Польша                    | [ ГС 31 ] |
| 46 | Кучеренко Евгения Маркияновна  | 27.12.1922 — 29.12.2020 | Учительница средней школы № 74, гор. Львов | 01.07.1968      | образование        | *Винницкая область         | [ ГС 32 ] |
| 47 | Латык Ирина Васильевна         | 1926 — 31.08.1996       | Заведующая отделением больницы № 3, гор. Львов | 04.02.1969      | здравоохранение    | *Ивано-Франковская область | [ ГС 33 ] |
| 48 | Ложовская Зинаида Яковлевна    | род. 21.06.1938         | Председатель колхоза «Серп и молот» Золочевского района Львовской области | 22.12.1977      | сельхоз            | *Киевская область          |           |
| 49 | Лучканина Анна Михайловна      | 1923 — ????             | Доярка совхоза «Винниковский» Пустомытовского района Львовской области | 22.03.1966      | сельхоз            | *Польша                    | [ ГС 34 ] |
| 50 | Людкевич Станислав Филиппович  | 24.01.1879 — 10.09.1979 | Композитор, народный артист СССР, гор. Львов | 23.01.1979      | культура           | *Польша                    | [ ГС 35 ] |
| 51 | Мартынец Николай Игнатьевич    | 08.12.1933 — 24.01.2015 | Прикрепляльщик деталей низа обуви Львовского производственного объединения обувных предприятий «Прогресс» Министерства лёгкой промышленности Украинской ССР                                                           | 16.01.1974      | легпром            | Николаевский район         | [ ГС 36 ] |
| 52 | Марченко Иван Семёнович        | 16.10.1918 — 01.10.2004 | Главный инженер Львовского завода кинескопов Министерства электронной промышленности СССР | 29.07.1966      | электронпром       | *Черкасская область        | [ ГС 37 ] |
| 53 | Матвисив Василий Михайлович    | 28.03.1930 — 26.05.2009 | Председатель колхоза «Прогресс» Нестеровского района Львовской области | 11.02.1980      | сельхоз            | Львовская область          |           |
| 54 | Махонёк Тимофей Андреевич      | 22.01.1919 — 24.08.2014 | Первый секретарь Сокальского райкома Компартии Украины, Львовская область | 08.04.1971      | госуправление      | *Сумская область           | [ ГС 38 ] |
| 55 | Машера Иван Михайлович         | род. 08.05.1926         | Монтажник Дрогобычского управления треста «Промхимсантехмонтаж» Министерства монтажных и специальных строительных работ Украинской ССР, Львовская область                                                             | 07.05.1971      | строительство      | *Тернопольская область     |           |
| 56 | Милян Николай Иванович         | 06.03.1929 — 18.11.2006 | Слесарь Львовского автобусного завода Министерства автомобильной промышленности СССР | 05.04.1971      | машиностроение     | Городокский район          | [ ГС 39 ] |
| 57 | Михайлив Николай Иванович      | 1907 — ????             | *Бригадир бригады по ремонту газовых скважин Стрыйского укрупнённого газопромысла Станиславского совнархоза, Дрогобычская область                                                                                     | 19.03.1959      | газпром            | Львовская область          |           |
| 58 | Наконечный Михаил Алексеевич   | 28.09.1931 — 26.09.2022 | Бригадир машинистов шагающего экскаватора Роздольского горнохимического комбината имени 50-летия Великой Октябрьской социалистической революции Министерства химической промышленности СССР, Львовская область        | 20.04.1971      | химпром            | Жидачовский район          | [ ГС 40 ] |
| 59 | Олищук Пётр Григорьевич        | 1912 — ????             | Председатель колхоза имени Ленинского комсомола Сокальского района Львовской области | 26.02.1958      | сельхоз            | Сокальский район           | [ ГС 41 ] |
| 60 | Олиярник Христина Алексеевна   | род. 15.10.1932         | Доярка колхоза имени Щорса Самборского района Львовской области | 06.09.1973      | сельхоз            | Самборский район           |           |
| 61 | Омелько Мария Николаевна       | 1909 — ????             | Доярка колхоза «Зоря комунизму» Сокальского района Львовской области | 26.02.1958      | сельхоз            | Сокальский район           | [ ГС 42 ] |
| 62 | Палош Георгий Степанович       | 27.04.1926 — 03.12.2012 | Старший буровой мастер Львовской геологической экспедиции треста «Киевгеология» Министерства геологии Украинской ССР                                                                                                  | 04.07.1966      | геология           | *Закарпатская область      |           |
| 63 | Пасека Ольга Михайловна        | 14.08.1919 — 19.09.2001 | Звеньевая колхоза имени Щорса Ново-Ярычевского района Львовской области | 26.02.1958      | сельхоз            | Каменка-Бугский район      | [ ГС 43 ] |
| 64 | Петрив Владимир Иванович       | род. 1928               | Аппаратчик Ходоровского сахарного комбината Министерства пищевой промышленности УССР, Жидачовский район Львовской области                                                                                             | 26.04.1971      | пищепром           | Жидачовский район          |           |
| 65 | Петришин Наталья Михайловна    | 1914 — ????             | Звеньевая колхоза имени Сталина Ново-Милятинского района Львовской области | 06.04.1951      | сельхоз            | Бусский район              | [ ГС 44 ] |
| 66 | Попов Геннадий Сергеевич       | род. 30.06.1930         | Председатель колхоза «Правда» Бродовского района Львовской области | 10.03.1976      | сельхоз            | *Винницкая область         |           |
| 67 | Пустовит Елена Степановна      | род. 03.06.1923         | Сменный мастер Стрыйской обувной фабрики Львовского совнархоза | 07.03.1960      | легпром            | *Черкасская область        |           |
| 68 | Рубаха София Петровна          | род. 02.04.1942         | Телятница колхоза «Прогресс» Каменско-Бугского района Львовской области | 04.03.1982      | сельхоз            | Каменка-Бугский район      |           |
| 69 | Русский Иван Михайлович        | 02.02.1911 — ????       | Председатель колхоза имени XX съезда КПСС Каменско-Бугского района Львовской области | 22.03.1966      | сельхоз            | Каменка-Бугский район      | [ ГС 45 ] |
| 70 | Ряскина Екатерина Ивановна     | 20.05.1927 — 15.06.2004 | Бригадир монтажников Львовского производственного объединения имени 50-летия Октября Министерства радиопромышленности СССР                                                                                            | 26.04.1971      | радиопром          | *Сумская область           | [ ГС 46 ] |
| 71 | Савчин Мария Владимировна      | род. 19.12.1940         | Колхозница колхоза имени Жданова Каменско-Бугского района Львовской области | 15.12.1972      | сельхоз            | Каменка-Бугский район      | [ ГС 47 ] |
| 72 | Сапин Михаил Артёмович         | род. 18.03.1928         | Бригадир горнорабочих очистного забоя шахты № 9 «Великомостовская» Западно-Украинского производственного объединения по добыче угля Министерства угольной промышленности Украинской ССР, Львовская область            | 05.03.1976      | углепром           | *Сумская область           | [ ГС 48 ] |
| 73 | Свистун Фёдор Иванович         | 1899 — ????             | Председатель колхоза «Дружба» Сокальского района Львовской области | 26.02.1958      | сельхоз            | Сокальский район           | [ ГС 49 ] |
| 74 | Сирота Григорий Михайлович     | род. 01.05.1931         | Горнорабочий очистного забоя шахты № 3 «Великомостовская» комбината «Укрзападуголь» Министерства угольной промышленности Украинской ССР, Львовская область                                                            | 30.03.1971      | углепром           | *Одесская область          |           |
| 75 | Сколоздра Михаил Андреевич     | род. 17.07.1921         | Машинист вращающейся печи Николаевского цементно-горного комбината Львовского совнархоза | 08.07.1963      | промстройматериалы | Николаевский район         |           |
| 76 | Скочко Ярослав Максимович      | 11.12.1931 — 02.11.2019 | Бригадир тракторной бригады колхоза «Перемога» Сокальского района Львовской области | 08.12.1973      | сельхоз            | Сокальский район           | [ ГС 50 ] |
| 77 | Сокур Пётр Иванович            | род. 1921               | Председатель колхоза имени Василия Стефаника Бродовского района Львовской области | 08.04.1971      | сельхоз            | *Винницкая область         |           |
| 78 | Солотва Ольга Франковна        | 1916 — ????             | Доярка колхоза «Украина» Золочевского района Львовской области | 22.03.1966      | сельхоз            | Львовская область          | [ ГС 51 ] |
| 79 | Станицкая Елена Лукьяновна     | 07.12.1931 — ????       | Бригадир сборочного цеха Львовского завода кинескопов Министерства электронной промышленности СССР | 26.04.1971      | электронпром       | *Польша                    | [ ГС 52 ] |
| 80 | Тихонюк Анна Ильинична         | 19.12.1919 — 06.08.2012 | Доярка колхоза «Прогресс» Бродовского района Львовской области | 22.03.1966      | сельхоз            | Бродовский район           | [ ГС 53 ] |
| 81 | Тоцкий Пётр Корнеевич          | 10.01.1909 — 12.01.1979 | Старший машинист паровозного депо Львов-Запад Львовской железной дороги, Львовская область | 01.08.1959      | транспорт          | *Запорожская область       | [ ГС 54 ] |
| 82 | Тронь Василий Игнатьевич       | род. 1925               | Председатель колхоза имени XXII съезда КПСС Радеховского района Львовской области | 08.04.1971      | сельхоз            | *Черниговская область      |           |
| 83 | Тымкив Степан Онуфриевич       | род. 1925               | Оператор по добыче газа Стрыйского газопромыслового управления Министерства газовой промышленности СССР, Львовская область                                                                                            | 01.07.1966      | газпром            | *Винницкая область         |           |
| 84 | Фау Анатолий Евгеньевич        | 19.10.1931 — 01.06.1987 | Прессовщик Львовского завода кинескопов Министерства электронной промышленности СССР | 16.01.1974      | электронпром       | *Саратовская область       | [ ГС 55 ] |
| 85 | Хмиль Мария Юрьевна            | род. 04.08.1928         | *Звеньевая колхоза имени Жданова Рудковского района Дрогобычской области | 27.07.1954      | сельхоз            | Львовская область          | [ ГС 56 ] |
| 86 | Чигин Владимир Семёнович       | 1924 — ????             | Машинист льнотрепального агрегата колхоза имени Карла Маркса Нестеровского района Львовской области | 30.04.1966      | сельхоз            | Жолковский район           |           |
| 87 | Чиж Ярослав Семёнович          | 17.09.1923 — 08.04.1994 | Свинарь колхоза имени Шевченко Золочевского района Львовской области | 25.12.1959      | сельхоз            | Золочевский район          | [ ГС 57 ] |
| 88 | Чолавин Гавриил Иванович       | 08.07.1926 — 1992       | Бригадир механизированной бригады колхоза «Украина» Сокальского района Львовской области | 31.12.1965      | сельхоз            | Львовская область          | [ ГС 58 ] |
| 89 | Чуркин Иван Кузьмич            | род. 10.02.1927         | Бригадир проходческой скоростной бригады Ново-Волынского строительного управления № 4 комбината «Укрзападшахтострой» Министерства строительства предприятий угольной промышленности Украинской ССР, Львовская область | 26.04.1957      | строительство      | *Тверская область          |           |
| 90 | Шевчук Амвросий Михайлович     | 1906 — ????             | Председатель колхоза «Перемога» Золочевского района Львовской области | 22.03.1966      | сельхоз            | Львовская область          | [ ГС 59 ] |
| 91 | Шиманская Анна Ивановна        | 1915 — ????             | *Звеньевая колхоза имени Жданова Рудковского района Дрогобычской области | 27.07.1954      | сельхоз            | *Польша                    |           |
| 92 | Шишка Василий Иванович         | род. 07.08.1931         | Тракторист колхоза имени Ленина Каменско-Бугского района Львовской области | 17.08.1988      | сельхоз            | Каменско-Бугский район     |           |
| 93 | Шумик Магда Николаевна         | 1908 — ????             | *Звеньевая колхоза имени Молотова Рудковского района Дрогобычской области | 27.07.1954      | сельхоз            | Самборский район           | [ ГС 60 ] |
| 94 | Щербина Владимир Васильевич    | род. 06.10.1929         | Председатель колхоза «Прогресс» Бродовского района Львовской области | 06.09.1973      | сельхоз            | *Винницкая область         | [ ГС 61 ] |
| 95 | Яськив Мария Франковна         | 21.10.1913 — 1998       | *Доярка колхоза имени Жданова Жидачовского района Дрогобычской области | 26.02.1958      | сельхоз            | Жидачовский район          | [ ГС 62 ] |

## Уроженцы Львовской области, удостоенные звания Героя Социалистического Труда в других регионах СССР
Страница на сайте «Герои страны»
1. ↑  Жук Михаил Трофимович. Дата обращения: 27 декабря 2020. Архивировано 26 февраля 2021 года.
2. ↑  Кравец Алексей Григорьевич. Дата обращения: 27 декабря 2020. Архивировано 30 декабря 2019 года.
3. ↑  Мулявко Владимир Иванович. Дата обращения: 19 июля 2024. Архивировано 3 декабря 2022 года.
4. ↑  Мякуш Ярослав-Стах Антонович. Дата обращения: 16 ноября 2021. Архивировано 16 ноября 2021 года.
5. ↑  Труба Юрий Васильевич.
6. ↑  Яхимец Иван Иванович. Дата обращения: 27 декабря 2020. Архивировано 19 января 2020 года.

## Герои Социалистического Труда, прибывшие в Львовскую область на постоянное проживание из других регионов
| № | Фамилия, имя, отчество  | Даты жизни              | Деятельность | Дата присвоения | Отрасль       | Район проживания | ГС       |
| - | ----------------------- | ----------------------- | --- | --------------- | ------------- | ---------------- | -------- |
| 1 | Курмаз Анисим Антонович | 15.02.1897 — 20.02.1982 | Главный инженер строительства шахты № 33 «Капитальная» треста «Кизелшахтострой» Министерства строительства топливных предприятий СССР, Молотовская область | 28.08.1948      | строительство | Сокальский район | [ ГС 1 ] |